# Карл-Гайнц Бусерт
Карл-Гайнц Бусерт (нім. Karl-Heinz Bußert, 8 січня 1955) — німецький академічний веслувальник.
Олімпійський чемпіон 1976 року в складі парної четвірки.
Чемпіон світу 1977, 1978, 1979, 1981, 1982 років у складі парної четвірки.
Переможець ігор Дружба-84 у складі парної четвірки.